# Jezero Yanahuni
Jezero Yanahuni je jezero, ki se nahaja v osrednjih perujskih Andih v regiji Pasco (76°32'W 11°7'S) na nadmorski višini okoli 4.900 m.
Leta 1971 je jezero postalo znano, ko se je 18. marca sprožil kamniti plaz (100.000 m³) 400 m nad jezerom. Plaz je nato sprožil 30-metrski val, ki je uničil rudarsko naselje Chungar ob obrežju jezera. V tej naravni nesreči je umrlo med 200 in 600 rudarjev.